# Karl Friedrich von Papstein
Karl Friedrich von Papstein (* 1679 in der Neumark; † 1733) war ein preußischer Generalmajor und Chef des Kürassierregiments Nr. 7.

## Leben
Er stammte aus dem neumärkischen Adelsgeschlecht von Papstein. Sein Vater war Jakob von Papstein (1649–1717). Der preußische Generalmajor Jakob Christoph von Papstein war sein Neffe.
Papstein kam 1698 in brandenburgische Dienste und wechselte am 30. Januar 1712 in das Leib-Dragoner-Regiment (Wreech). Am 23. September 1716 wurde er zum Oberst ernannt und im Jahr 1729 erhielt er das Kürassierregiments „Lottum“. Im Jahr 1733 erhielt er auf seinen Antrag hin den Abschied als Generalmajor mit einer Pension von 900 Talern. Er starb aber noch 1733.